# Love Never Felt So Good
«Love Never Felt So Good» — песня американского музыканта Майкла Джексона из его второго посмертного студийного альбома Xscape. Была выпущена в качестве первого сингла из альбома 2 мая 2014 года. Включена в виде дуэта с Джастином Тимберлейком в делюкс-версию пластинки. Первая демоверсия была записана 1983 году, ремастеринг был проведён группой продюсеров в 2013—14 гг. Авторы песни сам Майкл Джексон и Пол Анка.
«Love Never Felt So Good» добралась до девятой строчки в американском чарте Billboard Hot 100, и, таким образом Майкл Джексон стал первым в истории исполнителем, который пять десятилетий подряд с 1971 года входил в десятку списка. В 2016 году сингл получил платиновый сертификат в Великобритании.

## История
30 апреля 2014 года было объявлено, что «Love Never Felt So Good» будет впервые представлена на церемонии вручения наград iHeart Radio Music Awards 1 мая в качестве первого сингла с альбома Xscape. Для премьеры был подготовлен хореографический номер-трибьют с участием американского певца Ашера. В дуэте с Джастином Тимберлейком композиция стала доступна для цифрового скачивания на iTunes 2 мая 2014 года. Релиз сингла на радиостанциях состоялся 6 мая. 10 мая голландский диджей и продюсер Федде ле Гранд анонсировал свой ремикс, премьеру которого провёл Дэнни Ховард на своём шоу Dance Anthems на BBC Radio 1. Ремикс был выпущен 19 мая 2014 года.
Песня получила доброжелательные отзывы от музыкальных изданий и критиков. Журналисты из издания Rolling Stone оценили трек в целом положительно, однако отметили, что он не стоит на одном уровне с лучшими работами Джексона. Рецензенты из газеты Los Angeles Times назвали «Love Never Felt So Good» золотым образцом диско-соула, отметив, что песня с её «плавающими клавишными и искромётными ударными» вполне могла оказаться и на прижизненных дисках Майкла Джексона, таких как Off The Wall или Thriller.

## Видео
Премьера видеоклипа на композицию в дуэте с Джастином Тимберлейком состоялась 14 мая 2014 года. Режиссёрами выступили Рич Ли и Тимберлейк.
Помимо хореографической постановки, ролик включает в себя отрывки видеоклипов Джексона в следующей последовательности:
- «Black or White» (1991)
- «The Way You Make Me Feel» (1987)
- «Jam» (1992)
- «Speed Demon» (1988)
- «Billie Jean» (1983)
- «Smooth Criminal» (1988)
- «Bad» (1987)
- «Remember The Time» (1992)
- «Beat It» (1983)
- «In The Closet» (1992)
- «Don't Stop 'Til You Get Enough» (1979)
- «Liberian Girl» (1989)
- «Another Part of Me» (1988)
- «Thriller» (1983)
- «ABC» (выступление The Jackson 5 на «Шоу Эда Салливана»,1970)
- «Blame It On The Boogie» (The Jacksons, 1978)
- «Blood On The Dance Floor» (1997)

## Награды и номинации
| Год  | Награда                 | Категория                       | Результат | Ссылки |
| ---- | ----------------------- | ------------------------------- | --------- | ------ |
| 2014 | Soul Train Music Awards | Song of the Year                | Номинация | [ 15 ] |
| 2014 | Soul Train Music Awards | Best Collaboration              | Номинация | [ 15 ] |
| 2014 | MTV Video Music Awards  | Best Choreography               | Номинация | [ 16 ] |
| 2015 | NAACP Image Award       | Outstanding Music Video         | Номинация | [ 17 ] |
| 2015 | BMI R&B/Hip-Hop Awards  | Most Performed R&B/Hip-Hop Song | Победа    | [ 18 ] |

## Список композиций
- Digital download — сольная версия[19]

1. «Love Never Felt So Good» — 3:54

- Digital download — дуэт[20]

1. «Love Never Felt So Good» (вместе с Justin Timberlake) — 4:05

- Digital download — ремикс Fedde le Grand

1. «Love Never Felt So Good» (Fedde le Grand remix) — 3:59

- CD Single

1. «Love Never Felt So Good» — 3:54
2. «Love Never Felt So Good» (вместе с Justin Timberlake) — 4:05

- Digital EP – версия в дуэте[21]

1. "Love Never Felt So Good" (DM-FK Classic Tribute Mix) - 8:23
2. "Love Never Felt So Good" (DM Classic Radio Mix) - 4:11
3. "Love Never Felt So Good" (DM Epic Dub) - 7:54
4. "Love Never Felt So Good" (DM Red Zone Dub) - 6:52

## Чарты
В июне сингл занял первое место в чарте Adult R&B Songs. Майкл Джексон ранее уже возглавлял это чарт (запущенный в сентябре 1993) с синглами «You Are Not Alone» (на 5 недель № 1 в 1995) и «Butterflies» (пять, 2002). Для Тимберлейка это первый его хит № 1 в чарте Adult R&B Songs. Ранее он был на № 2 и также дуэтом, но вместе с Бейонсе («Until the End of Time», 2008).
| Чарт (2014)                                          | Высшая позиция |
| ---------------------------------------------------- | -------------- |
| Австралия (ARIA)                                     | 28             |
| Австрия (Ö3 Austria Top 40)                          | 20             |
| Бельгия/Фландрия (Ultratop 50)                       | 4              |
| Бельгия/Фландрия (Ultratop Dance)                    | 6              |
| Бельгия/Фландрия (Ultratop Urban)                    | 1              |
| Бельгия/Валлония (Ultratop 50)                       | 6              |
| Brazil (Billboard Brasil Hot 100)                    | 23             |
| Канада (Billboard Canadian Hot 100)                  | 20             |
| Чехия (Rádio — Top 100)                              | 7              |
| Чехия (Singles Digitál Top 100)                      | 57             |
| Дания (Tracklisten)                                  | 1              |
| Франция (SNEP)                                       | 2              |
| Германия (GfK)                                       | 1              |
| Germany (Deutsche Black Charts)                      | 1              |
| Greece (Billboard Greece Digital Songs)              | 4              |
| Венгрия (Rádiós Top 40)                              | 8              |
| Венгрия (Single Top 40)                              | 2              |
| Ирландия (IRMA)                                      | 17             |
| Израиль (Media Forest)                               | 1              |
| Italy (FIMI)                                         | 4              |
| Lebanon (The Official Lebanese Top 20)               | 8              |
| Люксембург (Billboard Luxembourg Digital Song Sales) | 6              |
| Нидерланды (Single Top 100)                          | 2              |
| Новая Зеландия (Recorded Music NZ)                   | 12             |
| Польша (Polish Airplay Top 100)                      | 13             |
| Польша (Dance Top 50)                                | 21             |
| Португалия (Billboard Portugal Digital Song Sales)   | 3              |
| Шотландия (OCC Scotland)                             | 19             |
| Словакия (Rádio — Top 100)                           | 25             |
| Словакия (Singles Digitál Top 100)                   | 88             |
| ЮАР (EMA)                                            | 1              |
| South Korea (International) (Gaon)                   | 1              |
| Испания (PROMUSICAE)                                 | 6              |
| Швеция (Sverigetopplistan)                           | 57             |
| Швейцария (Schweizer Hitparade)                      | 15             |
| Великобритания (OCC UK Singles)                      | 8              |
| США (Billboard Hot 100)                              | 9              |
| США (Billboard Hot R&B/Hip-Hop Songs)                | 5              |
| США (Billboard Adult Contemporary)                   | 7              |
| US Adult R&B Songs (Billboard)                       | 1              |
| США (Billboard Adult Pop Airplay)                    | 13             |
| США (Billboard Dance Club Songs)                     | 8              |
| США (Billboard Pop Airplay)                          | 19             |

## Сертификации
| Регион | Сертификация       | Продажи   |
| --- | ------------------ | --------- |
| Бельгия (BEA) | Золотой            | 15 000*   |
| Дания (IFPI Danmark) | Платиновый         | 90 000    |
| Германия (BVMI) | Платиновый         | 300 000   |
| Италия (FIMI) | Платиновый         | 30 000    |
| Мексика (AMPROFON) | Платиновый+Золотой | 90 000*   |
| Великобритания (BPI) | Платиновый         | 600 000   |
| США (RIAA) | Платиновый         | 1,110,000 |
| * Данные о продажах приведены только на основе сертификации. · Данные о продажах + прослушиваниях приведены только на основе сертификации. |                    |           |

## История релизов
| Страна   | Дата        | Формат                   | Версия                  | Лейбл    |
| -------- | ----------- | ------------------------ | ----------------------- | -------- |
| Италия   | 2 мая 2014  | Contemporary hit radio   | Solo [ 74 ] Duet [ 75 ] | Epic     |
| США      | 2 мая 2014  | Digital download         | Solo [ 19 ] Duet [ 20 ] | Epic MJJ |
| США      | 6 мая 2014  | Contemporary hit radio   | Duet                    | Epic     |
| США      | 6 мая 2014  | Adult contemporary radio | Solo [ 77 ] Duet [ 77 ] | Epic     |
| США      | 6 мая 2014  | Urban contemporary radio | Solo                    | Epic     |
| США      | 19 мая 2014 | Digital download         | Fedde le Grand remix    | MJJ      |
| Германия | 30 мая 2014 | CD single                | Solo [ 80 ] Duet [ 80 ] | Sony     |